# 重慶郡
重慶郡是民國六年（1917年）中華民國內政部擬劃但最终未实行全國的五十七郡之一。在今四川省和重庆市境内，轄有四十四個縣，駐巴縣。

## 轄區[1]
巴縣、江津縣、長壽縣、永川縣、榮昌縣、綦江縣、南川縣、銅梁縣、大足縣、璧山縣、涪陵縣、合川縣、江北縣、定遠縣（武勝縣）、奉節縣、巫山縣、雲陽縣、萬縣、開縣、大寧縣（巫溪縣）、達縣、新寧縣（開江縣）、渠縣、大竹縣、東鄉縣（宣漢縣）、太平縣（萬源縣）、城口縣、忠縣、酆都縣、墊江縣、梁山縣（梁平縣）、酉陽縣、石砫縣、秀山縣、黔江縣、彭水縣、蓬安縣、廣安縣、南充縣、西充縣、儀隴縣、營山縣、鄰水縣、岳池縣。